# La pluie
La pluie è un singolo del rapper francese Orelsan, pubblicato il 20 ottobre 2017 e quarto estratto del terzo album in studio La fête est finie.
Il singolo, pubblicato come tale il 12 aprile 2018, ha visto la collaborazione del cantautore e rapper belga Stromae.

## Contenuto
La canzone si presenta come una satira sociale e il suo ritornello, cantato da Stromae, è stato particolarmente notato dalla stampa, quest'ultima aveva precedentemente annunciato di voler smettere temporaneamente di cantare. La pluie è stato certificato due mesi dopo l'uscita dell'album con un disco d'oro.

## Video musicale
Il video musicale del singolo, pubblicato nell'aprile del 2018, è diretto da Greg & Lio ed è stato girato a Kiev, in Ucraina. Si tratta del terzo videoclip di Orelsan girato nella capitale dell'Europa orientale, dopo Basique e Tout va bien, sempre diretti da Greg & Lio e presenti nello stesso album.

## Classifiche
| Classifica (2017-18) | Posizione massima |
| -------------------- | ----------------- |
| Belgio (Fiandre)     | 14                |
| Belgio (Vallonia)    | 2                 |
| Belgio (Vallonia)    | 5                 |
| Francia              | 10                |